# Azoture de tosyle
L'azoture de tosyle est un réactif utilisé en synthèse organique.

## Synthèse
L'azoture de tosyle peut être préparé par réaction entre le chlorure de tosyle et l'azoture de sodium en solution aqueuse d'acétone.

## Utilisation
L'azoture de tosyle est utilisé pour introduire les groupes fonctionnels azoture et diazo. Il est aussi utilisé comme source en nitrène et comme substrat pour les cycloadditions [3+2].

## Sécurité
L'azoture de tosyle est l'un des azotures les plus stables, mais il est toujours considéré comme un explosif potentiel et doit donc être conservé avec précautions.